# Katharine Byron
Katharine Edgar Byron (Detroit, 25 de octubre de 1903-Washington D. C., 28 de diciembre de 1976) fue una política demócrata que se desempeñó como miembro de la Cámara de Representantes de los Estados Unidos por el 6.º distrito congresional de Maryland desde el 27 de mayo de 1941 hasta el 3 de enero de 1943. Fue la primera mujer elegida para el congreso en representación de Maryland.

## Biografía
Katharine Edgar nació en Detroit, Michigan el 25 de octubre de 1902, hija de Mary (de soltera McComas) y el general de brigada Clinton Goodloe Edgar. Era nieta del senador estadounidense Louis E. McComas. Asistió a escuelas independientes durante su juventud, como la Escuela Liggett en Detroit, la Escuela Westover de Middlebury, Connecticut y la Escuela Holton-Arms de Bethesda, Maryland. Más tarde se mudó a Williamsport, Maryland en 1922.
Fue elegida para el Congreso en una elección especial celebrada el 27 de mayo de 1941 para reemplazar a su esposo, el representante William D. Byron, luego de su muerte en un accidente aéreo cerca de Atlanta, Georgia el 27 de febrero de 1941.
Abogó por enmendar la Ley de Neutralidad durante la Segunda Guerra Mundial y pronunció uno de los cinco discursos el 8 de diciembre de 1941, a favor de la declaración de guerra del presidente Franklin Roosevelt a Japón.
No buscó la reelección en 1942 y se retiró en Washington D. C.. Falleció en el Hospital Universitario de Georgetown el 28 de diciembre de 1976. Está enterrada en el cementerio de Riverview en Williamsport, Maryland.

### Vida personal
Se casó con William D. Byron en 1922. Juntos, tuvieron cinco hijos: Guillermo D. Byron, James E Byron, Louis McComas Byron, David Byron y Goodloe Byron; este último se desempeñó como congresista por el 6.º distrito congresional de Maryland.